# Змеко, Даниэль
Даниэль Змеко (словац. Daniel Zmeko, род. 24 ноября 1967, Нове-Место-над-Вагом, Тренчинский край) — словацкий генерал.
26 апреля 2018 года Змеко был назначен начальником Генерального штаба Вооружённых сил Словакии и получил звание генерал-лейтенанта. Должность и звание вступили в силу 7 мая 2018 года. До своего назначения он был генеральным директором отдела модернизации и инфраструктуры – национальным директором по вооружениям Министерства обороны Словацкой Республики. 28 мая 2019 года ему присвоено звание генерала.

## Биография
Даниэль родился 24 ноября 1967 года в Нове-Место-над-Вагом. Он присоединился к вооружённым силам в 1982 году, в возрасте 14 лет, когда начал учиться в военной гимназии. В 1986 году окончил военную среднюю школу в Банска-Бистрице. В следующем году он стал профессиональным солдатом. С 1986 по 1990 год учился в Вышковском военном училище. Окончил академический курс Командно-штабного управления Л. Микулаша в 1999–2000 годах. С 2001 по 2002 год работал в миротворческой миссии ООН на Кипре заместителем командира роты охраны. С марта по август 2005 года служил командиром инженерной роты в рамках международной операции «Иракская свобода» в Ираке. В звании полковника он также занимал должность заместителя командира 2-й механизированной бригады. После изменения структуры Сухопутных войск 1 июля 2009 года был начальником оперативного управления. В 2010 году готовил участников для работы в миссии ISAF. Он также был начальником оперативного управления Генерального штаба. С 1 января 2012 года — командующий Центром оперативного управления Генерального штаба Вооружённых Сил, а с 1 января 2014 года — также заместителем командующего Центра стратегического кризисного управления Генерального штаба Вооружённых Сил.
Он был одним из первых, кто окончил курс национальной обороны Академии вооружённых сил имени Милана Растислава Штефаника. Он также прошёл интенсивный курс английского языка на уровне STANAG 3.
Первое генеральское звание — бригадный генерал — было присвоено Змеко 6 мая 2014 года. 2 мая 2017 года Президентом Словакии Андреем Киской ему было присвоено звание генерал-майора. В то время он был генеральным директором отдела модернизации и поддержки Министерства обороны Словацкой Республики.

## Выполняемые функции
Обзор выполняемых функций по данным сайта Вооружённых сил Словакии:
- 1990 — 1991: Командир 1-го мотострелкового взвода 2-го мотострелкового батальона 14-й мотострелковой дивизии Восточного военного округа
- 1991 — 1995: Командир 1-й механизированной роты 55-го механизированного полка 2-го армейского корпуса
- 1995 — 1996: Заместитель командира 2-го механизированного батальона 21-й механизированной бригады
- 1996 — 2000: Командир 2-го механизированного батальона 21-й механизированной бригады
- 2000 — 2001: Заместитель командира 1-го механизированного батальона 1-й механизированной бригады
- 2001 — 2002: Направлен для выполнения задач ВСООНК ООН на Кипре
- 2002 — 2003: Заместитель командира механизированного батальона в Требишове 1-й механизированной бригады
- 2003 — 2005: Командир механизированного батальона в Требишове 1-й механизированной бригады
- 2005: Отправлен для выполнения задач в операции «Иракская свобода»
- 2006 — 2008: Начальник штаба 2-й 2-й механизированной бригады
- 2008 — 2009: Заместитель командира 2-й механизированной бригады
- 2009 — сент. 2010: Начальник оперативного отдела командования Сухопутных войск
- окт. 2010: Начальник штаба командования Сухопутных войск

## Начальник Генерального штаба ВС Словакии
Министр обороны Петер Гайдош (Словацкая национальная партия) предложил назначить Змеко на должность начальника Генерального штаба Вооружённых сил Словакии 25 апреля 2018 года и в следующем документе предложил его для повышения. Правительство одобрило оба шага.
26 апреля 2018 года президент Андрей Киска назначил Змеко начальником Генерального штаба Вооружённых сил Словакии и присвоил ему звание генерал-лейтенанта. Должность и звание вступили в силу 7 мая 2018 года. Он пришёл на замену Милану Максиму, который завершил карьеру в мае. За выдвижением кандидатуры стоял министр обороны Петер Гайдош. Однако, по мнению аналитика по безопасности Ярослава Надя, за выдвижением кандидатуры должен стоять генеральный секретарь ведомства Ян Холько. Змеко отверг связь с SNS: «Меня приняли как человека, имеющего практический опыт обращения с боевой техникой. Я согласен, что о некоторых наших закупках, возможно, не было хорошо доведено до сведения общественности», — сказал он. Змеко «относительно быстро» добился трёхзвездочного прогресса (повышения в должности) с 2014 года. Депутат Эдуард Хегер (партия Обычные люди и независимые личности) раскритиковал назначение: «Когда мы смотрим на нынешнего кандидата от SNS генерал-майора Змеко, в его резюме явно не хватает командирского опыта. Его последней должностью была должность национального директора по вооружениям, что в то время было даже гражданской должностью. Именно здесь мы видим, что этот человек не соответствует квалификационным требованиям, особенно по соответствующему опыту».
Змеко был представлен к должности на торжественной церемонии 4 мая 2018 года. На церемонии Змеко заявил: «Я сделаю всё, чтобы все выделенные ресурсы были точно и эффективно распределены для улучшения условий выполнения задач вооружённых сил и улучшения качества жизни солдат, потому что новые технологии без солдат и солдаты без технологий не могут выполнить поставленную законом задачу».
28 мая 2019 года президент Андрей Киска присвоил ему звание генерала.
4 мая 2022 года президент Зузана Чапутова назначила его на должность начальника Генерального штаба на следующие четыре года.